# Brian Moore (écrivain)
Pour les articles homonymes, voir Brian Moore.
Brian Moore est un écrivain, journaliste et scénariste nord-irlandais naturalisé canadien, né le 25 août 1921 à Belfast et mort le 11 janvier 1999 à Malibu (Californie).

## Biographie
Né dans une famille catholique, il rejette très tôt sa foi. Outre ses romans, il publie plusieurs thrillers sous des pseudonymes. On lui doit également les scénarios des films Le Rideau déchiré d'Alfred Hitchcock, d'après son propre roman, et Le Sang des autres de Claude Chabrol, d'après le roman homonyme de Simone de Beauvoir.
En 1948, il émigre au Canada et obtient la nationalité canadienne au bout de quelques années, cependant en 1966 il s'installe en Californie où il vivra jusqu'à sa mort en 1999, d'une fibrose pulmonaire.

## Romans traduits
- Judith Hearne, trad. Denise Meunier, Plon, 1959 (Judith Hearne, 1955)
- Flamenco pour un requiem (sous le pseudonyme de Michael Bryan), trad. Frank Jansen, Presses de la Cité, coll. « Un mystère » no 499, 1959 (Murder in Majorca, 1957)
- Opération Danger (sous le pseudonyme de Michael Bryan), trad. Stéphane Rouvre, Éditions de Trévise, coll. « Le Cachet » no 12, 1961 (Intent to Kill, 1957)
- Une réponse des limbes, trad. Claude Elsen, Plon, 1964 (An Answer from Limbo, 1962)
- Chrétiens, demain (le visiteur), trad. Josette Dadi et Patrick Rafroidi, Université Lille III, 1977 (Catholics, 1972)
- Robe noire, trad. Ivan Steenhout, Payot, 1986 (Black Robe, 1985)
- Les Trahisons du silence, trad. Catherine Cheval, Éditions du Rocher, 1993 (Lies of Silence 1992)
- Dieu parle-t-il créole, trad. Jacques Chabert, L'Olivier, 1994 (No Other Life, 1993)
- La Déclaration, trad. Karine Lalechère, L'Archipel, 2004 (The Statement, 1995), adapté au cinéma sous le titre de Crime contre l'humanité
- L’Épouse du magicien, trad. Blandine Roques, L'Archipel, 2004 (The Magician's Wife, 1997)